# Agostino Chigi

Detalle de la decoración de la Loggia di Psiche de la Villa Farnesina de Roma, obra de Rafael en colaboración con otros pintores.

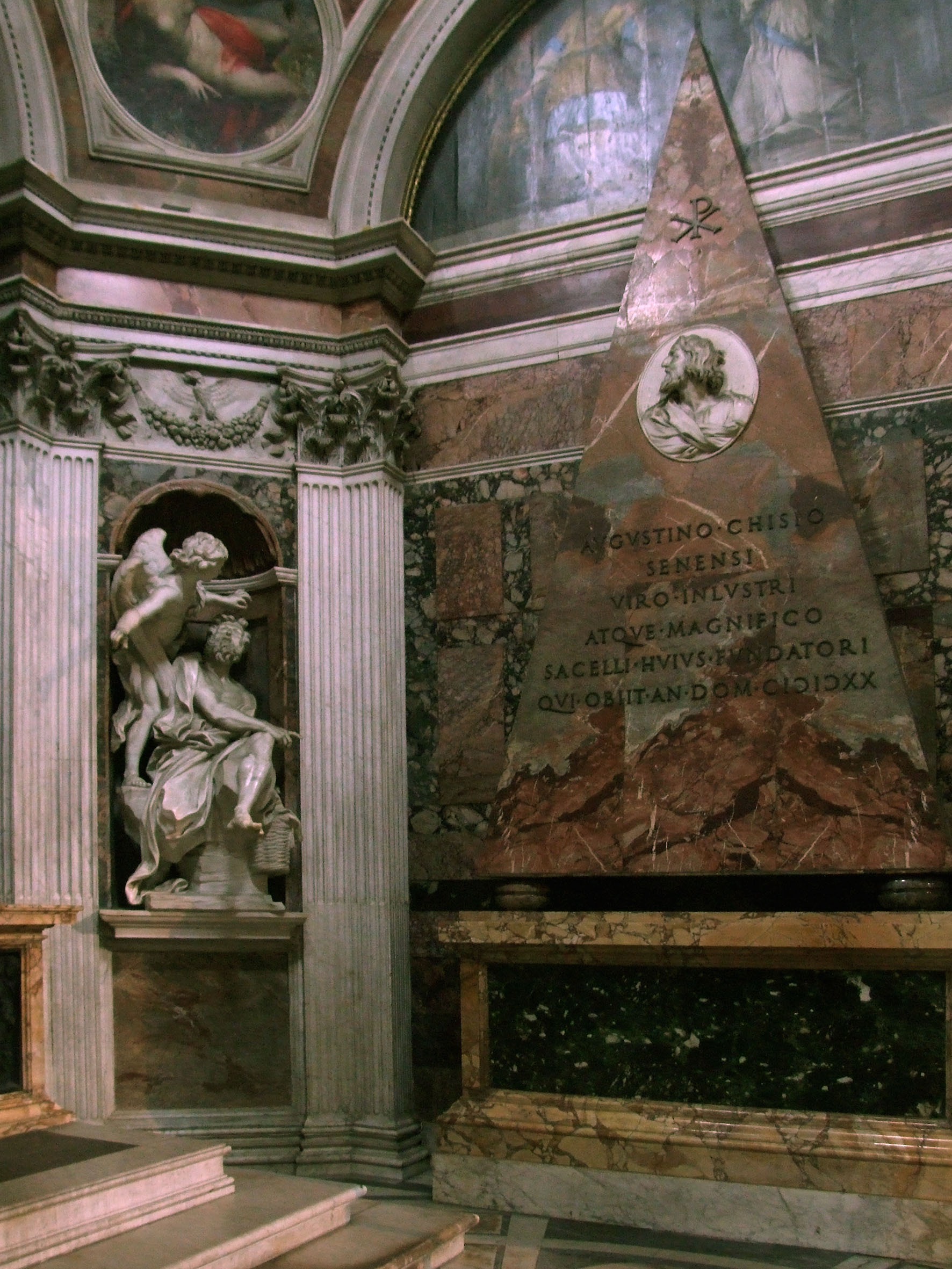
Tumba de Agostino Chigi.

Agostino Chigi (Siena,  29 de noviembre de 1466 - Roma, 11 de abril de 1520), llamado el Magnífico, fue un rico banquero y gran mecenas del Renacimiento. Mantuvo importantes negocios con los papas Alejandro VI, Julio II y León X. Amante del lujo y del arte, encargó numerosas obras a artistas de la talla de Rafael Sanzio (con el que mantuvo gran amistad), Baldassarre Peruzzi, Sebastiano del Piombo o Giovanni Antonio Bazzi, el Sodoma.

## Inicios
Hijo de un mercader, Mariano, que fue embajador ante el Papa, Agostino inició el aprendizaje con su padre, que había abierto pequeños bancos en Siena y en Viterbo. Pronto fue enviado a Roma para trabajar en el banco de Ambrogio Spannocchi. Pocos años después fue elevado al solio pontificio Alejandro VI, quien apartó a los Médici de la gestión de las finanzas de la Santa Sede. El propio Spannocchi se ofreció para ocupar su lugar. Agostino Chigi se propuso superar a su maestro y estableció duraderos contratos de financiación con el Papa.

## Ascenso
Financió las sanguinarias empresas bélicas del hijo del papa, César Borgia, prestó fondos a Guidobaldo da Montefeltro, a Piero de Médici y en 1502 fundó en Roma el Banco Chigi junto a su padre y a su amigo Francesco Tommasi. Organizó lujosas fiestas en el Vaticano para divertir a los papas y en aquel periodo comenzó con su labor de mecenas. Ordenó la construcción de una suntuosa villa en la orilla derecha del Tíber (hoy conocida como Villa Farnesina por haber pasado posteriormente a ser propiedad de la familia Farnesio), que pronto llegó a ser uno de los lugares más frecuentado por los artistas y los potentados de la época.
Estaba en relaciones con Margherita Gonzaga, una dama perteneciente a una de las mejores familias romanas, pero conoció a una mujer de extracción humilde, Francesca Ordeaschi, de la que se enamoró y con la que se casó. Fue un matrimonio revolucionario: oficiado por el propio papa León X, el poderoso banquero (y uno de los hombres más influyentes de su tiempo) se desposaba con una mujer cuyo destino más probable habría sido dedicarse a la prostitución.
Para celebrar este amor, Agostino encargó a Rafael que pintara en la loggia de su villa la fábula de Amor y Psique (extraída de las Metamorfosis de Apuleyo). 
Murió con 53 años. En sus funerales participaron miles de personas. Está sepultado en Roma, en Santa Maria del Popolo, en la capilla que lleva su apellido, diseñada por Rafael.

## Mecenazgo
Entre las obras artísticas que se deben al mecenazgo de Agostino Chigi, merece destacarse:
- Capilla Chigi en Santa Maria del Popolo, Roma, con arquitectura de Rafael y pinturas de Francesco Salviati.
- Capilla Chigi en Santa Maria della Pace, Roma, con frescos de Rafael.
- Villa Farnesina, Roma. Arquitectura de Baldassarre Peruzzi, pinturas de Rafael y Sebastiano del Piombo, entre otros.

- Datos: Q395635
- Multimedia: Agostino Chigi / Q395635